# Ezequiel Lavezzi
Ezequiel Iván Lavezzi (sinh ngày 3 tháng 5 năm 1985), biệt danh El Pocho, là cựu cầu thủ bóng đá người Argentina, từng chơi ở vị trí tiền đạo. Trong sự nghiệp của mình, những đặc điểm quan trọng nhất của anh ấy là tốc độ, lối chơi chăm chỉ, kỹ thuật, khả năng sáng tạo và khả năng rê bóng ; mặc dù anh ấy thường được sử dụng như một cầu thủ chạy cánh , anh ấy cũng được sử dụng như một tiền đạo thứ hai hoặc một tiền vệ tấn công đôi khi.
Anh bắt đầu sự nghiệp của mình tại Estudiantes, và sau một mùa giải đã được ký hợp đồng bởi Genoa, người đã cho San Lorenzo mượn anh, nơi anh cuối cùng đã chuyển đến thi đấu lâu dài. Năm 2007, anh được Napoli ký hợp đồng , nơi anh đã giành được Coppa Italia 2012. Những màn trình diễn của anh ấy ở đó đã giúp anh ấy chuyển đến Paris Saint-Germain trị giá 26,5 triệu euro vào năm 2012, nơi anh ấy đã có hơn 150 lần ra sân cho câu lạc bộ và giành được 3 chức vô địch Ligue 1, 2 Coupes de la Ligue và 1 Coupe de France. Anh ấy đã kết thúc sự nghiệp của mình ở Trung Quốc, nơi anh ấy chơi cho Hebei China Fortune từ năm 2016 đến năm 2019.
Lavezzi đã đại diện cho đội tuyển quốc gia Argentina từ năm 2007 đến năm 2016. Anh ấy là một phần của đội đã giành được huy chương vàng Olympic năm 2008, đồng thời giúp họ lọt vào trận chung kết FIFA World Cup 2014, Copa América 2015 và Copa América Centenario.

## Sự nghiệp

### Khởi nghiệp
Các phương tiện truyền thông có xu hướng để ý tới những cầu thủ trẻ đầy triển vọng người Argentina xuất hiện tại Italia đã nhanh chóng gọi Lavezzi là "Maradona mới". Chính Lavezzi phủ nhận điều này, thay vào đó, anh so sánh mình với một cầu thủ Argentina trẻ khác là Carlos Tévez. Mặc dù vậy, phong cách chơi bóng của anh khá giống với phong cách Argentine Football Creole, phong cách bóng đá đã trở nên nổi tiếng nhờ Maradona. Khi còn là một đứa trẻ, Lavezzi đã có sự quan tâm đặc biệt tới bóng đá và có được sự hỗ trợ từ Trung tâm Rosario, nơi anh sinh sống. Từ khi còn rất trẻ, tài năng bóng đá của Lavezzi đã được công nhận, anh chơi cho đội trẻ của Boca Junior từ năm 10 tuổi đến năm 17 tuổi. Sau đó, anh chuyển đến chơi cho đội trẻ của Estudiantes de Buenos Aires, tại đây, anh đã ra sân 39 lần và có 17 bàn thắng.

### Genoa
Năm 2004, anh đến Genoa của Ý với giá 1 triêu Euro, nhưng dã ngay lập tức chuyển đến San Lorenzo (Argentina) dưới dạng cho mượn. Tại đây, ở tuổi 19, anh đã thi đấu giải Apertura năm 2004 và ghi được 6 bàn thắng. Đóng góp đáng chú ý nhất của anh là trong trận đấu với River Plate tại El Monumental. Anh ghi bàn vào phút 69 để giúp San Lorenzo giành chiến thắng và đe doạ tham vọng giành danh hiệu của River. Chính điều này đã khiến các phương tiện truyền thông gọi anh bằng biệt danh The Beast. Mặc dù đã lên kế hoạch để Lavezzi trở lại Genoa sau một mùa giải cho mượn, nhưng vẫn có những rắc rối. Trong khi Lavezzi đang thi đấu ở Argentina, Genoa đã tham gia một trận đấu được cho là đã có dàn xếp, điều này khiến họ rơi xuống chơi ở Serie C1, giải hạng Ba của Ý. Do có khó khăn về tài chính, tiền đạo này đã được bán cho San Lorenzo với giá 1.2 triệu Euro.

### San Lorenzo
Trong lần trở về San Lorenzo của mình vào năm 2005, anh đã giúp CLB đứng ở nửa trên của Bảng xếp hạng, với tám bàn thắng ghi được, anh kết thúc mùa giải với vị trí thứ 4 trong danh sách ghi bàn. Đóng góp cuối cùng của anh cho San Lorenzo là giúp đội bóng giành danh hiệu Clausura 2007, bỏ cách Boca Junior 6 điểm.

### Napoli
Napoli mới đây đã giành quyền trở lại chơi ở Serie A, sau khi dành Á quân tại Serie B. Để tăng cường lực lượng cho mùa giải mới, Napoli đã ký bản hợp đồng 5 năm với Lavezzi vào 5-7-2007. Thoả thuận chuyển nhượng trị giá khoảng 6 triệu Euro, anh đã được giới thiệu trước người hâm mộ và được trao áo số 7 cho mùa giải đầu tiên của mình tại đây. 
Anh sớm có đóng góp cho đội bóng bằng 1 hat-trick trong chiến thắng 3-1 trước Pisa tại Coppa Italia trên sân San Paolo, đây là hat-trick đầu tiên của một cầu thủ Napoli trong vòng 14 năm. Bàn thắng đầu tiên Lavezzi ghi đưược cho Napoli trong khuôn khổ Serie A là trong chiến thắng 5-0 trước Udinese vào 2-9-2007. Sau trận dấu, giới truyền thông tuyên bố "Napoli's Star is born". Napoli đã không có một chiến thắng lớn như thế từ năm 1988, khi Diego Maradona vẫn còn thi đấu cho Câu lạc bộ.
Anh kết thúc mùa bóng 2007-2008 với 8 bàn thắng sau 35 trận đấu. Anh nhanh chóng chiệm được tình cảm của người hâm mộ. Mua bóng 2008-2009, anh ghi được 7 bàn thắng sau 30 trận.

## Thống kê sự nghiệp

### Câu lạc bộ
Tính đến 27 tháng 11 năm 2019.
| Câu lạc bộ          | Mùa giải            | Vô địch quốc gia    | Vô địch quốc gia | Vô địch quốc gia | Cúp quốc gia | Cúp quốc gia | Cúp liên đoàn | Cúp liên đoàn | Cúp châu lục | Cúp châu lục | Khác    | Khác   | Tổng cộng | Tổng cộng |
| Câu lạc bộ          | Mùa giải            | Hạng đấu            | Số trận          | Số bàn           | Số trận      | Số bàn       | Số trận       | Số bàn        | Số trận      | Số bàn       | Số trận | Số bàn | Số trận   | Số bàn    |
| ------------------- | ------------------- | ------------------- | ---------------- | ---------------- | ------------ | ------------ | ------------- | ------------- | ------------ | ------------ | ------- | ------ | --------- | --------- |
| Estudiantes (BA)    | 2003–04             | Primera B           | 39               | 17               | —            | —            | —             | —             | —            | —            | —       | —      | 39        | 17        |
| Estudiantes (BA)    | Tổng cộng           | Tổng cộng           | 39               | 17               | —            | —            | —             | —             | —            | —            | —       | —      | 39        | 17        |
| San Lorenzo         | 2004–05             | Primera División    | 29               | 9                | —            | —            | —             | —             | 9            | 0            | —       | —      | 37        | 9         |
| San Lorenzo         | 2005–06             | Primera División    | 22               | 9                | —            | —            | —             | —             | —            | —            | —       | —      | 22        | 9         |
| San Lorenzo         | 2006–07             | Primera División    | 33               | 7                | —            | —            | —             | —             | 5            | 1            | —       | —      | 38        | 8         |
| San Lorenzo         | Tổng cộng           | Tổng cộng           | 84               | 25               | —            | —            | —             | —             | 14           | 1            | —       | —      | 97        | 26        |
| Napoli              | 2007–08             | Serie A             | 35               | 8                | 5            | 3            | —             | —             | —            | —            | —       | —      | 40        | 11        |
| Napoli              | 2008–09             | Serie A             | 30               | 7                | 1            | 0            | —             | —             | 3            | 1            | —       | —      | 34        | 8         |
| Napoli              | 2009–10             | Serie A             | 30               | 8                | 1            | 1            | —             | —             | —            | —            | —       | —      | 31        | 9         |
| Napoli              | 2010–11             | Serie A             | 31               | 6                | 1            | 1            | —             | —             | 9            | 2            | —       | —      | 41        | 9         |
| Napoli              | 2011–12             | Serie A             | 30               | 9                | 4            | 0            | —             | —             | 8            | 2            | —       | —      | 42        | 11        |
| Napoli              | Tổng cộng           | Tổng cộng           | 156              | 38               | 12           | 5            | —             | —             | 20           | 5            | —       | —      | 188       | 48        |
| Paris Saint-Germain | 2012–13             | Ligue 1             | 28               | 3                | 4            | 3            | 1             | 0             | 9            | 5            | —       | —      | 42        | 11        |
| Paris Saint-Germain | 2013–14             | Ligue 1             | 32               | 9                | 1            | 1            | 4             | 0             | 10           | 2            | 1       | 0      | 48        | 12        |
| Paris Saint-Germain | 2014–15             | Ligue 1             | 31               | 8                | 5            | 1            | 3             | 0             | 8            | 0            | 0       | 0      | 45        | 9         |
| Paris Saint-Germain | 2015–16             | Ligue 1             | 16               | 2                | 1            | 0            | 3             | 1             | 4            | 0            | 0       | 0      | 24        | 3         |
| Paris Saint-Germain | Tổng cộng           | Tổng cộng           | 107              | 22               | 11           | 5            | 11            | 1             | 31           | 7            | 1       | 0      | 161       | 35        |
| Hebei China Fortune | 2016                | Super League        | 10               | 0                | 0            | 0            | —             | —             | —            | —            | —       | —      | 10        | 0         |
| Hebei China Fortune | 2017                | Super League        | 27               | 20               | 0            | 0            | —             | —             | —            | —            | —       | —      | 27        | 20        |
| Hebei China Fortune | 2018                | Super League        | 26               | 12               | 1            | 0            | —             | —             | —            | —            | —       | —      | 27        | 12        |
| Hebei China Fortune | 2019                | Super League        | 11               | 3                | 0            | 0            | —             | —             | —            | —            | —       | —      | 11        | 3         |
| Hebei China Fortune | Tổng cộng           | Tổng cộng           | 74               | 35               | 1            | 0            | —             | —             | —            | —            | —       | —      | 75        | 35        |
| Tổng cộng sự nghiệp | Tổng cộng sự nghiệp | Tổng cộng sự nghiệp | 460              | 137              | 24           | 10           | 11            | 1             | 65           | 13           | 1       | 0      | 560       | 161       |

1. ↑  Ra sân ở Siêu cúp bóng đá Pháp

### Đội tuyển quốc gia
Tính đến ngày 21 tháng 6 năm 2016.
| Đội tuyển quốc gia | Năm       | Số lần ra sân | Số bàn thắng |
| ------------------ | --------- | ------------- | ------------ |
| Argentina          | 2007      | 2             | 0            |
| Argentina          | 2008      | 1             | 0            |
| Argentina          | 2009      | 3             | 0            |
| Argentina          | 2010      | 3             | 0            |
| Argentina          | 2011      | 7             | 2            |
| Argentina          | 2012      | 4             | 0            |
| Argentina          | 2013      | 8             | 2            |
| Argentina          | 2014      | 9             | 0            |
| Argentina          | 2015      | 11            | 3            |
| Argentina          | 2016      | 3             | 2            |
| Tổng cộng          | Tổng cộng | 51            | 9            |

### Bàn thắng quốc tế
| #  | Ngày                 | Địa điểm                                         | Đối thủ | Bàn thắng | Kết quả           | Giải đấu                 |
| -- | -------------------- | ------------------------------------------------ | ------- | --------- | ----------------- | ------------------------ |
| 1. | 20 tháng 6 năm 2011  | Sân vận động Monumental, Buenos Aires, Argentina | Albania | 1–0       | 4–0               | Giao hữu                 |
| 2. | 11 tháng 11 năm 2011 | Sân vận động Monumental, Buenos Aires, Argentina | Bolivia | 1–1       | 1–1               | Vòng loại World Cup 2014 |
| 3. | 11 tháng 10 năm 2013 | Sân vận động Monumental, Buenos Aires, Argentina | Perú    | 1–1       | align=center\|3–1 | Vòng loại World Cup 2014 |
| 4. | 11 tháng 10 năm 2013 | Sân vận động Monumental, Buenos Aires, Argentina | Perú    | 2–1       | align=center\|3–1 | Vòng loại World Cup 2014 |
| 5. | 4 tháng 9 năm 2015   | Sân vận động BBVA Compass, Houston, Hoa Kỳ       | Bolivia | 1–0       | align=center\|7–0 | Giao hữu                 |
| 6. | 4 tháng 9 năm 2015   | Sân vận động BBVA Compass, Houston, Hoa Kỳ       | Bolivia | 3–0       | align=center\|7–0 | Giao hữu                 |
| 7. | 13 tháng 11 năm 2015 | Sân vận động Monumental, Buenos Aires, Argentina | Brasil  | 1–1       | 1–1               | Vòng loại World Cup 2018 |
| 8. | 14 tháng 6 năm 2016  | CenturyLink Field, Seattle, Hoa Kỳ               | Bolivia | 2–0       | 3–0               | Copa América Centenario  |
| 9. | 21 tháng 6 năm 2016  | Sân vận động NRG, Houston, Hoa Kỳ                | Hoa Kỳ  | 2–0       | 4–0               | Copa América Centenario  |

## Giải thưởng

### Câu lạc bộ
San Lorenzo
- Argentine Primera División: 2007 Clausura

Napoli
- Cúp bóng đá Ý: 2011–12

Paris Saint-Germain
- Ligue 1: 2012–13, 2013–14, 2014–15, 2015–16
- Cúp Liên đoàn bóng đá Pháp: 2013–14, 2014–15
- Cúp bóng đá Pháp: 2014–15
- Siêu cúp bóng đá Pháp: 2013, 2014

### Quốc tế
Argentina
- Thế vận hội Mùa hè: 2008
- Giải vô địch bóng đá thế giới Á quân: 2014
- Cúp bóng đá Nam Mỹ Á quân: 2015, 2016[5]